# Hexaplex kusterianus
Hexaplex kusterianus is een slakkensoort uit de familie van de Muricidae. De wetenschappelijke naam van de soort is voor het eerst geldig gepubliceerd in 1875 door Tapparone-Canefri.